# Flugplatz Ailertchen

i7
i11
i13
Der Flugplatz Ailertchen (ICAO-Code: EDGA) ist ein Sonderlandeplatz bei Westerburg. Er liegt im Westerwald zwischen Köln und Frankfurt.

## Geschichte
Am 30. März 1945 wurde der Flugplatz durch alliierte Truppen besetzt, die ihn als Advanced Landing Ground ALG Y-81 bezeichneten und bis zum 30. April 1945 für Nachschub- und Verwundetentransporte nutzte.

## Fluggesellschaften, Ziele und Verein
Der Flugplatz wird vom Flugsportverein Glück Auf Ailertchen e. V. genutzt. Flugzeuge bis 2000 kg können auf der Grasbahn landen. Außerdem wird Fallschirmsprungbetrieb von der Marke "Freifallerlebnis.de" angeboten. Der Flugplatz hat einen Zielkreis aus Kies.

## Anfahrt
Der Flugplatz Ailertchen liegt nahe der B 255 (Montabaur–Herborn). In etwa 12 Kilometer Entfernung liegt die B 414.

## Ansässige Flugzeuge
Regelmäßig sehen kann man eine Robin DR300/Remo 180 Avions Robin, eine Diamond Da20 „Katana“ im Besitz des ansässigen Flugsportvereins und eine Pilatus Porter Pc-6, gechartert von der My – SkyConcept GmbH & Co. KG, die Fallschirmspringer absetzt. Ebenfalls sind mehrere Segelflugzeuge, genauer eine ASK21, eine ASK 13, eine K8, eine ASW 24, eine DG1000, ein Mistral und eine ASK23, die dem Flugsportverein gehören, am Flugplatz beheimatet. Außerdem wird dort ein Motorsegler des Typs ASK16 geflogen, der ebenfalls dem FSV Glück Auf Ailertchen e. V. gehört.

## Flugshows und Flugplatzfeste
Jedes Jahr an Pfingsten findet am Flugplatz ein Flugplatzfest mit Flugshows und Ausstellungen statt, ebenfalls ein Flugtag mit Modellfliegern, bei dem Modellflugzeuge vorgestellt werden und einige davon auch fliegen.

## Startarten der Segelflugzeuge
Am Flugplatz Ailertchen werden ausschließlich Flugzeugschlepps durchgeführt, bei denen das Segelflugzeug durch ein Seil hinter einem Motorflugzeug hergezogen wird und auf einer bestimmten Höhe das Schleppseil ausklinkt. Der F-Schlepp wird mit der Robin Dr300/Remo 180 Avions Robin des FSV Ailertchens durchgeführt.

## Weiteres
Am Flugplatzgebäude befindet sich auch eine Schankwirtschaft, welche am Wochenende geöffnet hat.

## Zwischenfälle
- Am 13. Juli 2001 kam eine Schleicher ASK 16 bei der Landung hart auf, wodurch das Fahrwerk abriss. Der Reisemotorsegler wurde schwer beschädigt.[2]:13
- Am 25. Juli 2009 verunglückte eine Centre Est DR400 bei einem Fehlstart auf EDGA, rollte über das Startbahnende hinaus und kollidierte mit einer Straße. Das Flugzeug wurde schwer beschädigt.[3]:4
- Am 5. Oktober 2018 stürzte auf dem Gelände des Flugplatzes Ailertchen ein kurz zuvor abgesetzter 39-jähriger Fallschirmspringer in den Tod.[4]
- Am 30. Mai 2020 geriet eine Cessna 182 C Skylane beim Landeanflug auf EDGA in die Hochspannungsleitung und stürzte anschließend in ein Privathaus in Langenhahn. Der Pilot wurde hierbei schwer verletzt, das Fluggerät völlig zerstört und das Wohnhaus stark beschädigt.[5]